# Campionato bielorusso di football americano 2019
Il campionato bielorusso di football americano 2019 è la 2ª edizione del campionato di football americano di primo livello, organizzato dalla BFAF.
I Brest Sentinels si sono ritirati a campionato avviato, perdendo pertanto tutti gli incontri 21-0 a tavolino.

## Squadre partecipanti
| Club                    | Città       | Stadio | Sponsor ufficiale | Risultato nella stagione 2018 |
| ----------------------- | ----------- | ------ | ----------------- | ----------------------------- |
| Brest Sentinels         | Brėst       |        |                   |                               |
| Grodno Barbarians       | Hrodna      |        |                   |                               |
| Kaliningrad Amber Hawks | Kaliningrad |        |                   |                               |
| Minsk Hurricanes        | Minsk       |        |                   |                               |
| Minsk Litwins           | Minsk       |        |                   |                               |
| Minsk Moose             | Minsk       |        |                   |                               |
| Minsk Pagans            | Minsk       |        |                   |                               |
| VSMU Predators          | Vicebsk     |        |                   |                               |

## Stagione regolare

### Calendario

#### 1ª giornata
| Minsk 8 maggio 2019, ore 15:00 | Minsk Hurricanes | 43 – 0 referto | Grodno Barbarians | SOK Olimpijskij |

#### 2ª giornata
| Brėst 12 maggio 2019 | Brest Sentinels | 0 – 21 (a tavolino) referto | Minsk Litwins |  |

#### 3ª giornata
| Minsk 25 maggio 2019 | Minsk Pagans | 8 – 18 referto | Kaliningrad Amber Hawks | Baza Otdycha Ratomka |

#### 4ª giornata
| Hrodna 1º giugno 2019 | Grodno Barbarians | 21 – 0 (a tavolino) referto | Brest Sentinels |  |

#### Recuperi 1
| Minsk 9 giugno 2019 | Minsk Moose | 57 – 34 referto | VSMU Predators |  |

#### 5ª giornata
| Kaliningrad 22 giugno 2019 | Kaliningrad Amber Hawks | 8 – 32 referto | Minsk Moose |  |

#### 6ª giornata
| Vicebsk 30 giugno 2019 | VSMU Predators | 18 – 19 referto | Minsk Pagans |  |

#### 7ª giornata
| Minsk 17 agosto 2019 | Minsk Litwins | - – - (annullata, vittoria assegnata senza punteggio ai Litwins.) referto | Grodno Barbarians |  |

| Hrodna 18 agosto 2019 | Minsk Hurricanes | 21 – 0 (a tavolino) referto | Brest Sentinels |  |

#### 8ª giornata
| Minsk 24 agosto 2019 | Minsk Moose | 21 – 0 (a tavolino) referto | Minsk Pagans |  |

| Minsk 24 agosto 2019 | VSMU Predators | 6 – 52 referto | Kaliningrad Amber Hawks |  |

#### 9ª giornata
| Minsk 31 agosto 2019, ore 14:00 | Minsk Litwins | 48 – 7 (7-0 13-0 7-7 14-0) referto | Minsk Hurricanes | Stadion BGPU |

### Classifiche
Le classifiche della regular season sono le seguenti.
- PCT = percentuale di vittorie, G = partite giocate, V = partite vinte,  P = partite perse, PF = punti fatti, PS = punti subiti

#### Girone A
| Pos. | Squadra           | PCT   | G | V | N | P | PF | PS |
| ---- | ----------------- | ----- | - | - | - | - | -- | -- |
| 1    | Minsk Litwins     | 1.000 | 3 | 3 | 0 | 0 | 69 | 7  |
| 2    | Minsk Hurricanes  | .667  | 3 | 2 | 0 | 1 | 71 | 48 |
| 3    | Grodno Barbarians | .333  | 3 | 1 | 0 | 2 | 21 | 43 |
| -    | Brest Sentinels   | .000  | 3 | 0 | 0 | 3 | 0  | 63 |

#### Girone B
| Pos. | Squadra                 | PCT   | G | V | N | P | PF  | PS  |
| ---- | ----------------------- | ----- | - | - | - | - | --- | --- |
| 1    | Minsk Moose             | 1.000 | 3 | 3 | 0 | 0 | 110 | 42  |
| 2    | Kaliningrad Amber Hawks | .667  | 3 | 2 | 0 | 1 | 78  | 46  |
| 3    | Minsk Pagans            | .333  | 3 | 1 | 0 | 2 | 27  | 57  |
| 4    | VSMU Predators          | .000  | 3 | 0 | 0 | 3 | 58  | 128 |

## Playoff

### Tabellone
|  | Semifinali | Semifinali              | Semifinali |             |    | Finale        | Finale | Finale |  |
|  |            |                         |            |             |    |               |        |        |  |
|  | 1A         | Minsk Litwins           | 39         |             |    |               |        |        |  |
|  | 1A         | Minsk Litwins           | 39         |             |    |               |        |        |  |
|  | 2B         | Kaliningrad Amber Hawks | 15         |             |    |               |        |        |  |
|  | 2B         | Kaliningrad Amber Hawks | 15         |             | 1A | Minsk Litwins | 27     |        |  |
|  |            |                         |            |             | 1A | Minsk Litwins | 27     |        |  |
|  |            |                         | 1B         | Minsk Moose | 20 |               |        |        |  |
|  | 2A         | Minsk Hurricanes        | 1B         | Minsk Moose | 20 | 14            |        |        |  |
|  | 2A         | Minsk Hurricanes        |            |             |    |               |        |        |  |
|  | 1B         | Minsk Moose             | 22         |             |    |               |        |        |  |

### Semifinali
| Minsk 14 settembre 2019, ore 13:00 | Minsk Litwins | 39 – 15 (7-6 0-9 12-0 20-0) referto | Kaliningrad Amber Hawks | Baza Otdycha Ratomka |

| Minsk 14 settembre 2019, ore 17:00 | Minsk Moose | 22 – 14 (7-0 12-0 0-14 3-0) referto | Minsk Hurricanes | Baza Otdycha Ratomka |

### II Finale
| Minsk 29 settembre 2019, ore 15:00 | Minsk Litwins | 27 – 20 (6-7 6-0 0-13 15-0) referto | Minsk Moose | Stadion BGPU |

## Verdetti
- Minsk Litwins Campioni della Bielorussia 2019